# Pachybrachius pacificus
Pachybrachius pacificus är en insektsart som först beskrevs av Carl Stål 1874.  Pachybrachius pacificus ingår i släktet Pachybrachius och familjen Rhyparochromidae. Inga underarter finns listade i Catalogue of Life.